# スターへばく進!!
『スターへばく進!!』（スターへばくしん）は、1971年1月20日から同年3月31日まで日本テレビ系列局で放送されていた日本テレビ製作の歌謡バラエティ番組である。放送時間は毎週水曜 19:00 - 19:56 （日本標準時）。

## 概要
1969年9月まで月曜19:00枠で放送されていた『あなた出番です!』以来のタレントオーディション番組で（1時間番組では初）、レギュラー陣とゲスト出演者によるコントで進行していた。
最終回では決勝大会を敢行、本郷直樹がグランドチャンピオンを獲得。これに合格したザ・シュークリーム（ホーン・ユキが居た女性グループ）は、次番組『全国テキに歌ァ!』のレギュラーに起用された。

## 出演者
アシスタント以外は全員前番組『ヒットQ』からの継続出演者である。

### 司会
- 井上順之（後の井上順）
- 石田ゆり

### アシスタント
- ジャンボ・ガールズ（女性4人組）

### レギュラー
- 橋本哲也（後の橋本テツヤ）

## 参考資料
- 読売新聞縮刷版[どれ?]

| 日本テレビ系列 水曜19:00枠                | 日本テレビ系列 水曜19:00枠                         | 日本テレビ系列 水曜19:00枠 |
| 前番組                                    | 番組名                                             | 次番組 |
| ----------------------------------------- | -------------------------------------------------- | --- |
| ヒットQ （1970年10月7日 - 1971年1月13日） | スターへばく進!! （1971年1月20日 - 1971年3月31日） | 全国テキに歌ァ! （1971年4月7日 - 1971年6月30日） ※19:00 - 19:30いじわるばあさん（アニメ版） （1971年4月7日 - 1971年8月18日） ※19:30 - 19:56、土曜19:30枠から移動 |